# ماهيا (تكساس)
ماهيا (بالإنجليزية: Mexia)‏ هي مدينة أمريكية تقع في ولاية تكساس.تبلغ مساحة هذه المدينة 13.3 (كم²)،ويبلغ عدد سكانها 6563 نسمة حسب إحصاء سنة 2010 م. تشير إحصاءات سنة 2000م بأن الكثافة السكانية في هذه المدينة تقدر بـ(491.8) نسمة/كم2.

## التركيبة السكانية
حدّد مكتب تعداد الولايات المتحدة بيانات التركيبة السكانية لماهيا في تعداد الولايات المتحدة. في ما يلي، التركيبة السكانية حسب تعدادي 2000 و2010.

### تعداد عام 2000
بلغ عدد سكان ماهيا 6,563 نسمة بحسب تعداد عام 2000، وبلغ عدد الأسر 2,427 أسرة وعدد العائلات 1,661 عائلة مقيمة في المدينة. في حين سجلت الكثافة السكانية 347.2 نسمة لكل كيلومتر مربع (899.2/ميل2). وبلغ عدد الوحدات السكنية 2,750 وحدة بمتوسط كثافة قدره 145.5 لكل كيلومتر مربع (376.8/ميل2).
وتوزع التركيب العرقي للمدينة بنسبة 55.90% من البيض و31.68% من الأمريكيين الأفارقة و0.23% من الأمريكيين الأصليين و0.20% من الأمريكيين ذوي الأصول الآسيوية و10.67% من الأعراق الأخرى و1.33% من عرقين مختلطين أو أكثر و17.90% من الهسبانيون أو اللاتينيون من أي عرق.
بلغ عدد الأسر 2,427 أسرة كانت نسبة 40.4% منها لديها أطفال تحت سن الثامنة عشر تعيش معهم، وبلغت نسبة الأزواج القاطنين مع بعضهم البعض 44.7% من أصل المجموع الكلي للأسر، ونسبة 19.7% من الأسر كان لديها معيلات من الإناث دون وجود شريك، بينما كانت نسبة 4% من الأسر لديها معيلون من الذكور دون وجود شريكة وكانت نسبة 31.6% من غير العائلات. تألفت نسبة 28.1% من أصل جميع الأسر من عدة أفراد يعيشون في نفس المنزل ونسبة 15% كانت تتألف من شخص يعيش بمفرده يبلغ من العمر 65 عاماً أو أكثر. وبلغ متوسط حجم الأسرة المعيشية 2.63، أما متوسط حجم العائلات فبلغ 3.21.
بلغ العمر الوسطي للسكان 32.6 عاماً. وكانت نسبة 30.1% من القاطنين تحت سن الثامنة عشر، وكانت نسبة 10% بين الثامنة عشر والرابعة والعشرين عاماً، ونسبة 24.8% كانت واقعةً في الفئة العمرية ما بين الخامسة والعشرين والرابعة والأربعين عاماً، ونسبة 18.3% كانت ما بين الخامسة والأربعين والرابعة والستين، ونسبة 14% كانت ضمن فئة الخامسة والستين عاماً فما فوق. يوجد لكل 100 أنثى 86.3 ذكر، ويوجد لكل 100 أنثى في الثامنة عشر من عمرها فما فوق 79.7 ذكر.
بلغ متوسط دخل الأسرة في المدينة 22,785 دولارًا، أما متوسط دخل العائلة فبلغ 29,375 دولارًا. وكان متوسط دخل الذكور 26,479 دولارًا مقابل 18,138 دولارًا للإناث. وسجل دخل الفرد الخاص بالمدينة 12,235 دولارًا. وكانت نسبة 20.8% من العائلات ونسبة 22.1% من السكان تحت خط الفقر، وكان من هؤلاء نسبة 28.8% تحت سن الثامنة عشر ونسبة 15.2% في الخامسة والستين من العمر وما فوق.

### تعداد عام 2010
بلغ عدد سكان ماهيا 7,459 نسمة بحسب تعداد عام 2010، وبلغ عدد الأسر 2,499 أسرة وعدد العائلات 1,700 عائلة مقيمة في المدينة. في حين سجلت الكثافة السكانية 394.7 نسمة لكل كيلومتر مربع (1,022.3/ميل2). وبلغ عدد الوحدات السكنية 2,866 وحدة بمتوسط كثافة قدره 151.6 لكل كيلومتر مربع (392.6/ميل2).
وتوزع التركيب العرقي للمدينة بنسبة 48% من البيض و31.73% من الأمريكيين الأفارقة و0.60% من الأمريكيين الأصليين و0.63% من الأمريكيين ذوي الأصول الآسيوية و0.08% من سكان جزر المحيط الهادئ و17.08% من الأعراق الأخرى و1.88% من عرقين مختلطين أو أكثر و27.95% من الهسبانيون أو اللاتينيون من أي عرق.
بلغ عدد الأسر 2,499 أسرة كانت نسبة 39.3% منها لديها أطفال تحت سن الثامنة عشر تعيش معهم، وبلغت نسبة الأزواج القاطنين مع بعضهم البعض 42.2% من أصل المجموع الكلي للأسر، ونسبة 19.6% من الأسر كان لديها معيلات من الإناث دون وجود شريك، بينما كانت نسبة 6.2% من الأسر لديها معيلون من الذكور دون وجود شريكة وكانت نسبة 32% من غير العائلات. تألفت نسبة 27% من أصل جميع الأسر من عدة أفراد يعيشون في نفس المنزل ونسبة 11.9% كانت تتألف من شخص يعيش بمفرده يبلغ من العمر 65 عاماً أو أكثر. وبلغ متوسط حجم الأسرة المعيشية 2.74، أما متوسط حجم العائلات فبلغ 3.34.
بلغ العمر الوسطي للسكان 33.3 عاماً. وكانت نسبة 27.4% من القاطنين تحت سن الثامنة عشر، وكانت نسبة 11.5% بين الثامنة عشر والرابعة والعشرين عاماً، ونسبة 25% كانت واقعةً في الفئة العمرية ما بين الخامسة والعشرين والرابعة والأربعين عاماً، ونسبة 23.4% كانت ما بين الخامسة والأربعين والرابعة والستين، ونسبة 12.8% كانت ضمن فئة الخامسة والستين عاماً فما فوق. وتوزع التركيب الجنسي للسكان بنسبة 49.8% ذكور و50.2% إناث.

## أعلام
- تومي تايلور
- سيندي ووكر
- إيفرت جي جاكسون
- ويليام بي. ميرفي
- راي رودس
- ميخائيل براون